# Станиславовія (Станиславів)
Спортивний клуб «Станиславовія» Станиславів або просто «Станиславовія» (пол. Klub Sportowy Stanisławowia Stanisławów)  — польський футбольний клуб з міста Станиславів (тепер — Івано-Франківськ, Україна).

## Хронологія назв
- 1924—1939: Спортивний клуб «Станиславовія» Станиславів (пол. Klub Sportowy Stanisławowia Stanisławów)

## Історія
Футбольний клуб «Станиславовія» засновано у Станиславові в середині 20-х років XX століття. Спонсором цієї команди тривалий час був підприємець італійського походження Доменіко Серафіні — власник будівельної компанії в Станиславові. Команда ніколи не брала участі в плей-офф за право виходу в Екстраклясу. У 1924-1933 роках виступала у змаганнях Львівського ОЗПН, а протягом 1934-1939 років — у чемпіонаті Станиславівського ОЗПН.
У вересні 1939 року, коли розпочалася Друга світова війна, клуб припинив існування.